# Besòs
Besòs – rzeka w północno-wschodniej Hiszpanii, w całości znajduje się w prowincji Barcelona i w Katalonii. Długość rzeki bez dopływów wynosi 17,7 km, łączna długość wynosi 53 km. Średni przepływ wynosi 4,33 m³/s a powierzchnia zlewni wynosi 1039 km².
Powstaje poprzez połączenie się dwóch innych rzek: El Congost i Mogent w okolicach Aiguafreda. Następnie przepływa przez miejscowości: La Garriga, Les Franqueses del Vallès, Canovelles, Granollers, Montmeló, Mollet del Vallès, La Llagosta, Montcada i Reixac, Santa Coloma de Gramenet i uchodzi do Morza Śródziemnego na pograniczu Barcelony i jej przedmieścia San Adrián de Besós.
Głównymi dopływami rzeki są : El Mogent, El Congost, El Tenes, Caldes, El Ripoll. W X wieku, został zbudowany Rec Comtal służący do nawadniania. Besós nie jest i nie była rzeką żeglowną. W 1995 roku Barcelona oraz przedmieścia: Montcada i Reixac, Sant Adria de Besos i Santa Coloma de Gramenet podpisały umowę o współpracy w celu ochrony środowiska dolnego biegu rzeki. Utworzono stowarzyszenie Consorci per a la Defensa de la Conca del riu Besòs. Prace nad projektem pochłonęły 37 milionów euro. Rezultatem projektu jest strefa rekreacyjna Parc Fluvial del Besòs, która obejmuje ostatni 9 km odcinek rzeki i 115 hektarów terenu.

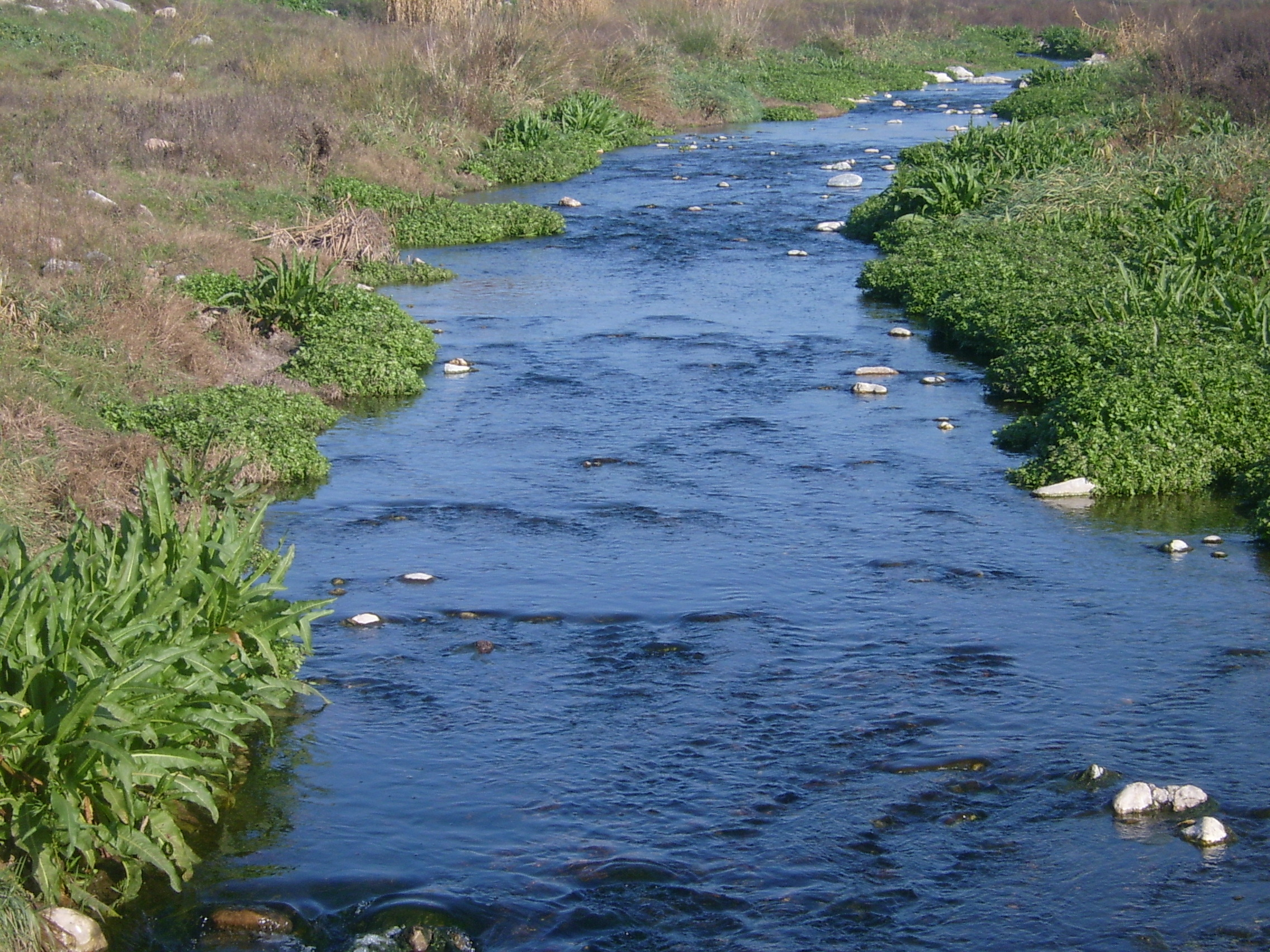
Besòs w miejscowości Granollers
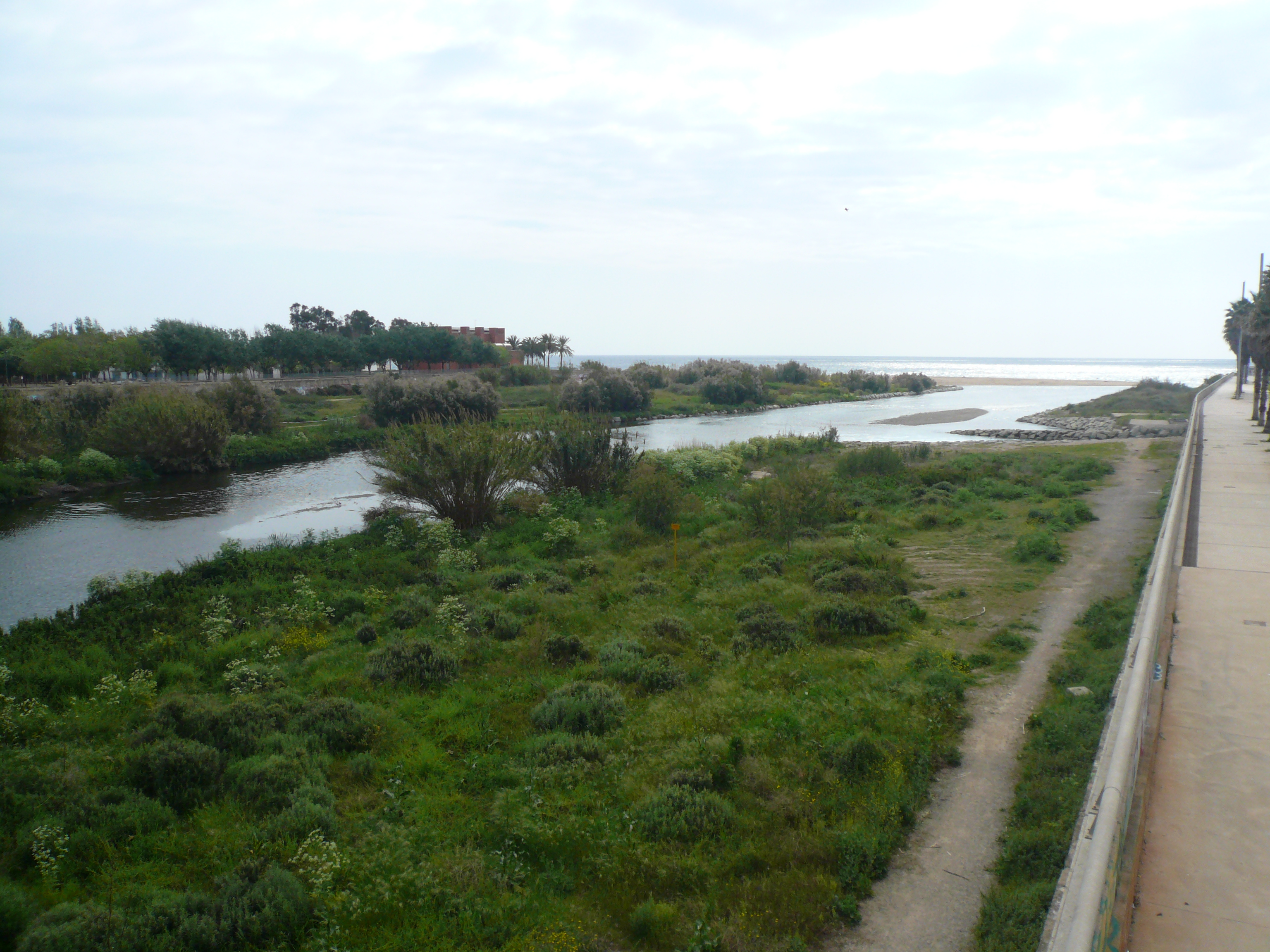
Ujście Besòs do Morza Śródziemnego